# В'язове (Ташлинський район)
В'я́зове (рос. Вязовое) — село у складі Ташлинського району Оренбурзької області, Росія.

## Населення
Населення — 558 осіб (2010; 607 у 2002).
Національний склад (станом на 2002 рік):
- росіяни — 70 %